# Conham
Conham – wieś w Anglii, w hrabstwie ceremonialnym Gloucestershire, w dystrykcie (unitary authority) South Gloucestershire. Leży 4 km na wschód od miasta Bristol i 167 km na zachód od Londynu.